# Рыбацкая
Рыба́цкая — деревня в Кирилловском районе Вологодской области.
Входит в состав Чарозерского сельского поселения, с точки зрения административно-территориального деления — в Печенгский сельсовет.
Расстояние до районного центра Кириллова по автодороге — 113,7 км, до центра муниципального образования Чарозера по прямой — 23 км. Ближайшие населённые пункты — Левково, Королево, Степачево, Воронино, Васюково, Семеновская, Иваново, Павшино.
По данным переписи в 2002 году постоянного населения не было.